# A viskó (regény)
A viskó (eredeti címe: The Shack) egy keresztény regény, melyet a kanadai William Paul Young írt, s 2007-ben adott ki. A regényt ő maga adta ki néhány barátjával, de rövidesen bestseller lett, s 2008 júniusáig egymillió példánya kelt el, sőt a The New York Times első számú bestsellere volt 2008 júniusától 2010 elejéig.
A könyv címe lényegében egy metafora a saját fájdalmainkból épített helyre, ahova beragadunk, ahol megsérülünk, ahol a fájdalmaink és szégyenünk összpontosul, ahogyan a szerző kifejti különböző interjúkban.

## Történet
|  | Alább a cselekmény részletei következnek! |

A regény Amerika északnyugati részén játszódik, főszereplője Mackenzie Allen Philips, aki Nannel együtt 5 gyermek édesapja, s barátai többnyire csak "Macknek" szólítják.
A regény azzal kezdődik, hogy Mack egy rejtélyes levelet kap, amelyben valaki, aki magát Papának nevezi, meghívja őt a következő hétvégére a viskóba. Már a szótól felkavarodik a gyomra, hiszen a viskóhoz kapcsolódik élete legnagyobb tragédiája, amit csak „A nagy szomorúságként” emleget. A történtek előtt négy évvel ugyanis Mack, három kisebb gyermekével elindult kempingezni a Wallowa tóhoz, amely az Oregon állambeli Joseph mellett fekszik. Két gyermeke kenuzás közben felborult, s mivel fiát a fulladás veszélye fenyegette, Mack a segítségére sietett, s míg ő a fiát mentette, addig Missy eltűnt. Miután eredménytelenül kutatták fel az egész helyet, kihívták a rendőrséget, s nemsokára megállapították, hogy Missyt nagy valószínűséggel egy „katicás gyilkosnak” titulált pedofil rabolta el. Sejtéseik sajnos beigazolódtak, amikor nem messze, egy elhagyatott viskóban megtalálták Missy véráztatta és összeszaggatott kis piros ruhácskáját, amit aznap viselt. Azonban dacára a megerőltető keresésnek, sem a holttestet, sem semmilyen nyomot nem találtak, ami a gyilkosra utalt volna. Ezek után Mack nem tudott kilábalni ebből a nagy szomorúságból, s a helyzetet még az is súlyosbította, hogy önmagát okolta a történtekért, amiért nem tudta megvédeni Missyt.
A levél morbidságát csak növeli az a körülmény, hogy Mack nem tudja a Papa kire vonatkozhat. Hiszen az ő apja egy alkoholista volt, aki részegségében az egész családját, s köztük főleg a fiát, állandóan verte, s emiatt Mack 13 évesen elment hazulról és a saját lábán volt kénytelen megállni. Vagy a Papa Istenre vonatkozhat? Hiszen Mack feleségének annyira bensőséges kapcsolata volt Istennel, hogy egyszerűen Papának szólította. Vagy esetleg a katicás gyilkos rossz viccéről lenne szó?
Mack családja elmegy meglátogatni feleségének egy testvérét, s Mack elhatározza, enged a meghívásnak és elmegy a viskóba. Azonban mikor megérkezik, csak egy üres és elhagyatott kalyiba várja, amelyiknek a közepén még felfedezhető egy vérfolt, ami Missytől származik. Ettől dührohamot kap, s miután kitombolja magát, elhatározza, hogy ezután nem fog törődni egy ilyen kegyetlen Istennel, már ha egyáltalán van Isten, ő befejezte, s keresse őt Isten, ha akar valamit tőle. Amikor azonban távozik, megtörténik a csoda. Az előbb még a tél bilincseiben senyvedő táj egyszerre elkezdi ledobni magáról a jég és a hó igáját, s néhány perc alatt már a tavasz pompájában virít, sőt, az előbbi visszataszító viskó is barátságos és hívogató kis rönkházzá alakul. Amikor belép, a Szentháromság három alakjával találkozik, egy barátságos néger nővel, aki magát Papának hívja, Jézus Krisztussal, aki egy jellegzetesen zsidó kinézetű ács, s egy légies ázsiai nővel, aki Sarayuként mutatkozik be.
A regény ezután a Mack és a Szentháromság alakjai közötti kapcsolatra és párbeszédekre fókuszál. Olyan párbeszédek ezek, amelyek abban segítenek, hogy egészen más szemszögből tekintsük a Szentháromságra, Jézus kereszthalálára, s a hit egyéb alapvető kérdéseire, és Papa szavaival élve ezek a párbeszédek nem arra valók, hogy megerősítsék a vallási sztereotípiákat. Feltűnik még egy női alak a regényben, ő Sophia, Isten bölcsességének a megtestesülése. Ezeknek a párbeszédeknek a hatására Mack képessé válik rá, hogy megbocsásson apjának, sőt, annak a férfinak is, aki megölte Missyt. Az utolsó nap reggelén gyalogtúrára indulnak Papával, aki megmutatja Macknek azt a helyet, ahol a gyilkos elrejtette Missy holttestét, s a jeleket, amelyek segítenek megtalálni a helyet.
A hétvége elteltével Mack tudja, hogy haza kell térnie, s elbúcsúzik Papától, Jézustól és Sarayutól. A Szentháromság távoztával a táj és a viskó visszaalakul a korábbi állapotába, Mack pedig elindul hazafele. Az egyik kereszteződésnél önhibáján kívül súlyos kimenetelű autóbalesetet szenved, s napokat tölt az intenzíven eszméletlenül. Amikor magához tér, megtudja, hogy a balesete pénteken történt, s gondolkodóba esik, hogy álmodta-e az egészet, vagy ez az egész egyike lehet-e Sarayu tér-idő görbületes trükkjeinek. Azonban a későbbi történések, Missy holttestének a megtalálása a Papa által mutatott helyen, a második variáns helyességét igazolják. A regény végén majd a barlangban talált nyomok segítségével sikerül felderíteni a katicás gyilkos kilétét, és rács mögé juttatni.
|  | Itt a vége a cselekmény részletezésének! |

## Publikáció
Young eredetileg hat gyermeke karácsonyi ajándékaként írta ezt a művet, minden publikációs szándék nélkül. Azonban barátai unszolására elhatározta, hogy publikálja. 2006-ban három barátjával, Wayne Jacobsennel, Brad Cummings-szal és Bobby Downes-szal keményen próbálkoztak, hogy valahogy sikerüljön kiadni a könyvet, de hasztalanul. Végül is megalapították a Windblown Media kiadót, hogy elérjék céljukat, s fáradozásuk nem volt hiábavaló, hiszen a könyvből bestseller lett, anélkül, hogy 2007-ig a legkisebb összeget is reklámra költötték volna. A kezdeti anyagi nehézségek leküzdésében sokat segített Brad Cummings, aki szám szerint 12 bankkártyáját terhelte meg maximálisan, hogy sikerüljön a könyvkiadás.

## A könyv fogadtatása
A viskó több mint egy évig nagyjából ismeretlen volt, ameddig a The New York Times első számú bestsellere nem lett. Sikerét főleg annak köszönhette, hogy sok keresztény templomban, rádióban, weblapon reklámozták.
2010 májusáig A viskó több mint 10 millió példányát nyomtatták ki, 70 hétig volt első a New York Times bestseller listáján, s lefordították több nyelvre is.

## Magyarul
- A viskó. Ahol a tragédia megütközik az örökkévalósággal; közrem. Wayne Jacobsen, Brad Cummings; Immanuel Alapítvány, Szombathely, 2009

## Film
A könyv alapján mozifilm készült, amit 2017-ben mutattak be azonos címmel. A film története kissé eltér a könyvétől.

## Külső linkek
- A viskó angol nyelvű hivatalos honlapja Archiválva 2019. május 1-i dátummal a Wayback Machine-ben
- A Windblown Media hivatalos honlapja
- W.P. Young hivatalos honlapja
- A viskó című könyv magyar kiadójának honlapja
- Szabó István püspök a regényről. YouTube